# Garlinge
Garlinge – wieś w Anglii, w hrabstwie Kent, w dystrykcie Thanet. Leży 22 km na północny wschód od miasta Canterbury i 104 km na wschód od centrum Londynu. W 2015 miejscowość liczyła 4880 mieszkańców.